# Tabernaemontana linkii
Tabernaemontana linkii é uma espécie de planta do gênero Tabernaemontana.   É nativa da região Norte do Brasil.

## Taxonomia
A espécie foi descrita em 1844 por Alphonse Pyramus de Candolle. 